# شون كلير
شون كلير (بالإنجليزية: Sean Clare) (18 سبتمبر 1996 في المملكة المتحدة - ) هو لاعب كرة قدم بريطاني في مركز الوسط. لعب مع شيفيلد وينزداي ونادي بوري.

## وصلات خارجية
- شون كلير على موقع قاعدة بيانات كرة القدم.إي يو (الإنجليزية)
- شون كلير على موقع Soccerbase.com (لاعب) (الإنجليزية)
- شون كلير على موقع Soccerway.com (الإنجليزية)
- شون كلير على موقع عالم كرة القدم.نت (الإنجليزية)